# Richard Henyekane
Richard Henyekane (Kimberley, 28 september 1983 - Bethlehem, 7 april 2015) was een Zuid-Afrikaanse voetballer. Henyekane was een aanvaller. Hij kwam op 7 april 2015 om het leven in een verkeersongeval.

## Clubcarrière
Henyekane maakte op 8 februari 2004 zijn profdebuut tegen Jomo Cosmos. In het seizoen 2004/05 ruilde hij Hellenic FC voor Golden Arrows, waar hij op 19 januari 2005 zijn eerste doelpunt maakte in het 1-1-gelijkspel tegen Manning Rangers FC. Henyekane maakte uiteindelijk 35 competitiedoelpunten voor Golden Arrows, waaronder negentien in het seizoen 2008/09. Henyekane werd dat seizoen dan ook topschutter van de Premier Soccer League.
In 2010 tekende hij transfervrij een contract voor drie seizoenen bij Mamelodi Sundowns FC. Dat leende hem in 2014 even uit aan Free State Stars.
Henyekane kwam op 7 april 2015 om het leven in een verkeersongeval.

## Interlandcarrière
Henyekane werd in 2009 voor het eerst opgeroepen voor Zuid-Afrika, maar maakte geen deel uit van de selectie voor de FIFA Confederations Cup 2009 in eigen land. Hij maakte op 12 augustus 2009 uiteindelijk zijn debuut tegen Servië en kwam negen keer uit voor zijn land.